# Trinidad (Kolumbia)
Trinidad – miasto w Kolumbii, w departamencie Casanare.